# Prolixodens
Genre
Prolixodens  est un genre de petits mollusques marins de la classe des gastéropodes, à la position taxinomique encore peu claire mais de la super-famille des Triphoroidea et de la famille des Cerithiopsidae.

## Liste des espèces
Selon World Register of Marine Species (7 novembre 2019) : 
- Prolixodens alba Cecalupo & Perugia, 2017
- Prolixodens amethysta Cecalupo & Perugia, 2013
- Prolixodens benthica B. A. Marshall, 1978
- Prolixodens captiosa Cecalupo & Perugia, 2012
- Prolixodens crassa B. A. Marshall, 1978
- Prolixodens dannevigi (Hedley, 1911)
- Prolixodens infracolor (Laseron, 1951) - espèce type[3]
- Prolixodens inopinata (Cecalupo & Perugia, 2012)
- Prolixodens lutea (Cecalupo & Perugia, 2012)
- Prolixodens memorabilis Cecalupo & Perugia, 2012
- Prolixodens montrouzieri Cecalupo & Perugia, 2017
- Prolixodens nicolayae Jay & Drivas, 2002
- Prolixodens obesa Cecalupo & Perugia, 2017
- Prolixodens obscura (Cecalupo & Perugia, 2012)
- Prolixodens oleagina Cecalupo & Perugia, 2017
- Prolixodens proxima Cecalupo & Perugia, 2014
- Prolixodens scudellarii Cecalupo & Perugia, 2013
- Prolixodens sknips Jay & Drivas, 2002
- Prolixodens splendens Cecalupo & Perugia, 2012
- Prolixodens vianelloi Cecalupo & Perugia, 2013
- Prolixodens whaaporum Cecalupo & Perugia, 2017

## Publication originale
- (en) B. A. Marshall, « Cerithiopsidae (Mollusca: Gastropoda) of New Zealand, and a provisional classification of the family », New Zealand Journal of Zoology, Société royale de Nouvelle-Zélande et Taylor & Francis, vol. 5, no 1,‎ 1978, p. 47-120 (ISSN 0301-4223 et 1175-8821, DOI 10.1080/03014223.1978.10423744, lire en ligne).